# Janusz Chodorowski
Janusz Franciszek Chodorowski (ur. 3 stycznia 1944 w Krośnie) – polski inżynier, samorządowiec, w latach 1994–2014 prezydent Mielca.

## Życiorys
Ukończył studia w Wyższej Szkole Inżynierskiej w Rzeszowie. Był także stypendystą rządu francuskiego w ramach programu ACTIM. Pracował w Wytwórni Sprzętu Komunikacyjnego w Mielcu, dochodząc do stanowiska głównego technologa i kierownika służby przygotowania produkcji w zakładzie lotniczym. W 1992 stanął na czele zespołu, który zorganizował pierwszą w Polsce Specjalną Strefę Ekonomiczną Euro-Park Mielec. Współpracował też przy procesie tworzenia ustawy o SSE.
W 1994 po raz pierwszy został powołany przez radę miejską na urząd prezydenta Mielca, ponownie powierzono mu tę funkcję w 1998. W bezpośrednich wyborach na to stanowisko w 2002, 2006 i 2010 skutecznie ubiegał się o reelekcję, startując jako kandydat niezależny i wygrywając za każdym razem w drugiej turze. W okresie jego prezydentury budżet miasta wyróżniał się wyjątkowo niskim w skali kraju deficytem budżetowym (w przypadku jego występowania). Miasto w tym czasie zostało wyróżnione przyznaniem godła promocyjnego „Teraz Polska” (2009) oraz tytułu „Gmina Fair Play” (2004) nadawanego przez Krajową Izbę Gospodarczą. Janusz Chodorowski został wyróżniony tytułem „Prezydent Roku 2010” przyznawanym przez organizacje gospodarcze, zajął też trzecie miejsce w plebiscycie dziennikarzy i ekspertów tygodnika „Newsweek” pod nazwą „N15 – Najlepsi Prezydenci Miast”. Prezydentem Mielca był do 2014, nie uzyskał reelekcji w kolejnych wyborach.

## Odznaczenia
W 2011 prezydent Bronisław Komorowski odznaczył go Krzyżem Kawalerskim Orderu Odrodzenia Polski.